# يوستينا ستيتشكوفسكا
يوستينا ماريا ستيتشكوفسكا (من مواليد 2 أغسطس 1972) هي مغنية وكاتبة أغاني ومصورة وممثلة بولندية. مثلت بولندا في مسابقة الأغنية الأوروبية 1995 بأغنية "ساما"، وحصلت على المركز الثامن عشر، ومن المقرر أن تمثل بولندا في مسابقة الأغنية الأوروبية 2025 بأغنية "جاجا".